# Círculo de Vela de Arcachón
El Círculo de Vela de Arcachón (Cercle de la Voile d'Arcachon en idioma francés y oficialmente) es un club náutico situado en el Centro Náutico Pierre Mallet de Arcachón, Francia.

## Historia
Fue fundado como Yacht Club en 1882 y en 1905 se convirtió en Société de la Voile et de l'Automobile d'Arcachon.

## Deportistas
Philippe de Rothschild, Henry Aurélien Charles Allard, Robert Gufflet, Pierre Moussié y Jean Pierre Rouanet compitieron en los Juegos Olímpicos de Ámsterdam 1928 en la clase 6 metros con el yate "Cupidon"; Jacques Henry Jules Allard en los de Helsinki 1952 en la clase 5.5 metros; y Didier Poissant en Melbourne 1956 en la clase Finn. Yves Parlier ganó la Mini Transat 6.50 en 1985. 